# Skotské klany

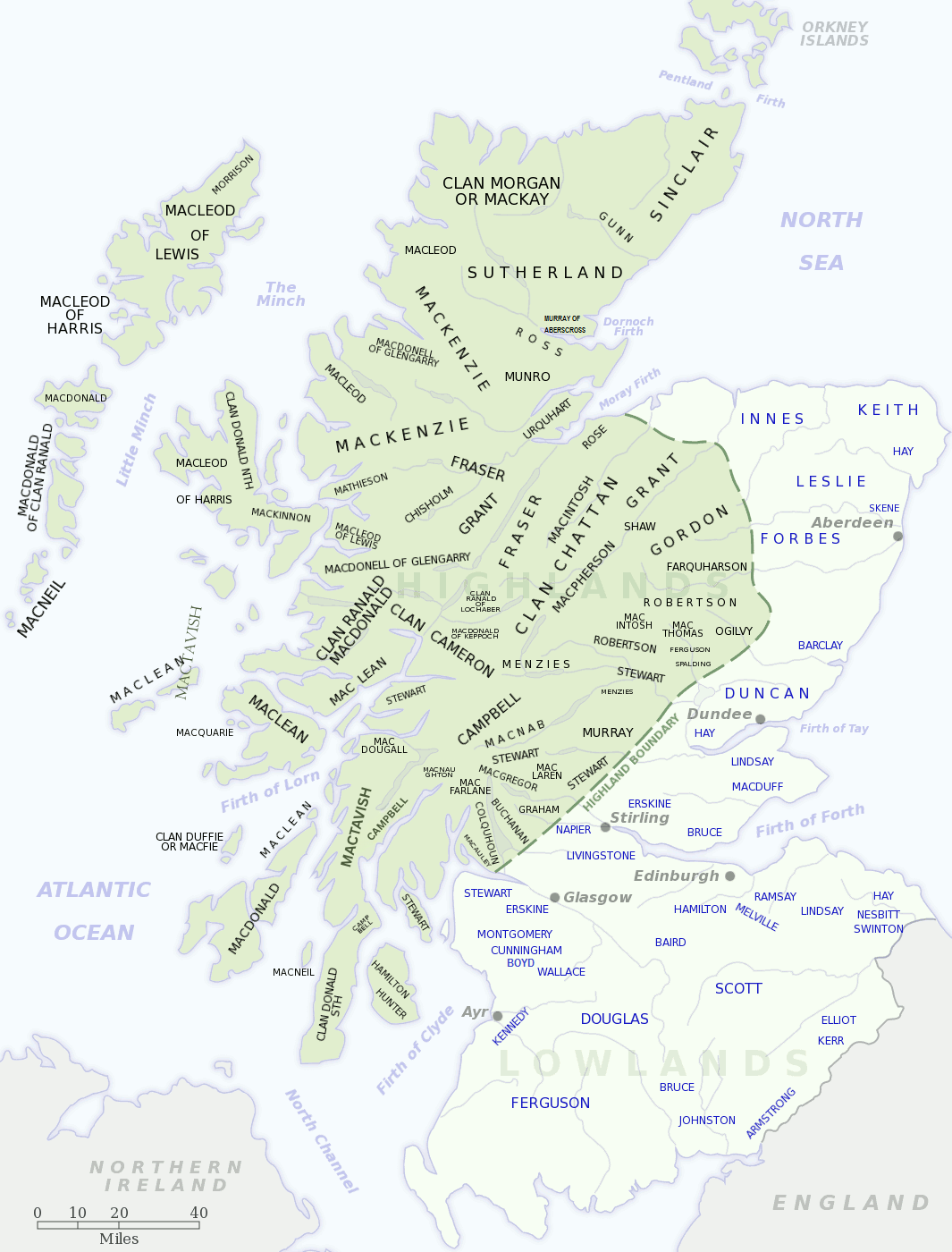
Skotské klany

Skotské klany (skotskou gaelštinou clann = potomstvo) představují druh sociálního uspořádání ve Skotsku. Členové klanů mají společné předky a používají společné příjmení (např. Mackenzie, MacDonald, MacLeod, Mackay). Každý klan byl veden náčelníkem. Většina klanů má vlastní tartanové vzory většinou pocházející z 19. století. Členové klanu nosí jako znak příslušnosti ke klanu kilty, plédy, šerpy, kravaty, šátky, nebo jiné oděvy vyrobené s příslušným tartanovým vzorem.
Moderní obraz skotského klanu, který obléká svůj vlastní tartanový vzor a obývá určité území byl zpopularizován v díle skotského spisovatele Waltera Scotta. Příslušníky klanu jsou obyvatelé oblasti kontrolované rodovým náčelníkem. Součástí skotského společenského dění jsou klanové sněmy. Existuje mylná představa, že každý člověk, který nese jméno klanu, je přímým potomkem náčelníků. Mnozí členové klanu nejsou příbuzní náčelníka a jeho příjmení přijali jako výraz solidarity či aby měli zajištěnou ochranu.

## Organizace klanu

### Členství v klanu
Slovo clann může ve skotské gaelštině znamenat potomci, děti nebo následovníci. Klan byla velká skupina lidí, v podstatě širší rodina, ve které se předpokládalo, že její členové jsou potomky jednoho předka a všichni musí být oddaní klanovému náčelníkovi. Částí klanu jsou i takzvané „sept“, rodiny které nejsou příbuzné s náčelníkem klanu, ale jsou mu podřízeny.